# David W. Henderson
Pour les articles homonymes, voir Henderson.
David Wilson Henderson (23 février 1939 - 20 décembre 2018) est un mathématicien américain, professeur émérite de mathématiques au Département de mathématiques de l'Université Cornell. Ses travaux vont de l'étude de la géométrie algébrique à l'histoire des mathématiques persanes et aux mathématiques exploratoires dans l'enseignement pour de futurs professeurs de mathématiques. 

## Carrière
De 1957-1961, il est étudiant au Swarthmore College avec un bachelor  en mathématiques, physique et philosophie. De 1961-1964, il effectue un master et un Ph. D. (en topologie géométrique) à l’Université du Wisconsin, sous la direction de R. H. Bing avec une thèse intitulée « Extensions of Dehn's Lemma and the Loop Theorem ». Il est chercheur postdoctoral  à  l'Institute for Advanced Study entre 1964-1966, puis professeur assistant, associé et enfin titulaire en mathématiques à l’université Cornell de 1966 à son éméritat en 2012.

## Recherche
Ses articles sur la philosophie des mathématiques le situent dans l'école intuitionniste de philosophie des mathématiques,. Sa géométrie pratique, qu'il découvre et met en pratique dans ses travaux de menuiserie, donne une perspective de la géométrie comme méthode de compréhension des espaces infinis à travers des propriétés locales. La  géométrie euclidienne est vue dans son travail comme extensible aux espaces sphériques et hyperboliques à partir de l'étude et de la reformulation du 5e axiome des parallèles.
Le Algebra Project (en) rapporte dans son journal du 21 décembre 2018 que David Henderson était décédé dans un accident de la circulation. Il a été heurté par une automobile dans un passage pour piétons le 19 décembre et est décédé le lendemain de ses blessures,.

## Travaux (sélection)
- Henderson, D. W., « Three Papers », For the Learning of Mathematics, vol. 1, no 3,‎ mars 1981, p. 12–15 (lire en ligne).
- Henderson, D. W. et Taimina,  D., Differential Geometry: A Geometric Introduction, Prentice Hall, 1998
- Henderson, D. W., Experiencing Geometry on Plane and Sphere, Prentice Hall, 1990
- Henderson, D. W., « The masquerade of formal mathematics, and how it damages the human spirit », dans R. Noss, A. Brown, P. Drake, P. Dowlings, M. Harris, C. Hoyles et S. Mellin-Olsen (éditeurs), Proceedings of the First International Conference: Political Dimensions of Mathematics Education: Actions and Critique, Institute of Education, University of London, 1990, p. 115-118.
- Henderson, D. W. et Taimina,  D., « Crocheting the Hyperbolic Plane », Mathematical Intelligencer, vol. 23, no 2,‎ 2001, p. 17-28
- Henderson, D. W. et Taimina,  D., « Essays in Mathematics ? », Skolotajs (Journal de l'enseignant), Riga, vol. 4, no 28,‎ 2001, p. 27-31.
- Henderson, D. W. et Taimina,  D., « Geometry », dans The Hutchinson Encyclopedia of Mathematics, 2001
- Henderson, D. W. et Taimina,  D., « Non-Euclidean Geometries », dans Encyclopædia Britannica, 2004
- Taimina,  D. et Henderson, D. W., Experiencing Geometry: Euclidean and Non-Euclidean with History, Prentice Hall, 2005, 3e éd.
- Taimina,  D. et Henderson, D. W., « Experimental Meanings in Geometry », dans Nathalie Sinclair, David Pimm et William Higginson (éditeurs), Mathematics and the Aesthetic, Springer-Verlag, 2006 (lire en ligne), p. 58-83
- Taimina,  D. et Henderson, D. W., « How to Use History to Clarify Common Confusions in Geometry », dans Amy Shell-Gellasch et Dick Jardine (éditeurs), From Calculus to Computers, Mathematical Association of America, coll. « MAA Notes » (no 68), 2005 (DOI 10.5948/UPO9781614443032.010), p. 57-74

## Nécrologie
- (en-US) « December 2018 Algebra Project Newsletter – The Algebra Project, INC. » (consulté le 13 janvier 2019).
- Tom Fleischman, « Professor Emeritus David Henderson dies in accident », Cornell Chronicle, 4 janvier 2019 (consulté le 27 mai 2020).